# Jazon ze złotym runem
Jazon ze złotym runem (duń. Jason med det gyldne skind) – neoklasycystyczna rzeźba w marmurze autorstwa Bertela Thorvaldsena, znajdująca się w kolekcji Muzeum Thorvaldsena w Kopenhadze.

## Historia
Jazon był przełomowym dziełem w dorobku Thorvaldsena. Od marca 1797 roku rzeźbiarz przebywał w Rzymie. Pierwszą wersję Duńczyk wykonał w glinie wiosną 1801 roku. Ponieważ nie stać go było na wykonanie odlewu w gipsie, zniszczył wykonane dzieło. Kolejny posąg rozmiarów większych niż naturalne wykonał dzięki przyjaciółce i mecenasce Friederike Brun, która zapłaciła za wykonanie odlewu w gipsie. Odlew został ukończony pod koniec 1802 roku.
Nie znajdując pieniędzy na opłacenie dłuższego pobytu w Rzymie Thorvaldsen przygotowywał się do powrotu do Danii. W 1803 roku zamówienie na wykonanie posągu w marmurze złożył Thomas Hope, co umożliwiło rzeźbiarzowi przedłużenie pobytu w Italii. Posąg powstawał między 1803 a 1828 rokiem. Hope otrzymał posąg dopiero w 1828 roku. Kopenhaskie Muzeum Thorvaldsena zakupiło Jazona ze złotym runem na aukcji w Wielkiej Brytanii w 1917 roku (nr katalogowy A822).

## Opis
Posąg przedstawia postać z mitologii greckiej, legendarnego bohatera wyprawy po złote runo, Argonauty imieniem Jazon. Magiczne złote runo miało zapewnić dobrobyt krajowi, który je posiadał. Jazon ze zdobytym runem, powracający do ojczyzny by przejąć władzę, symbolizuje jedną z podstawowych zasad ustroju demokratycznego: pozycja człowieka nie zależy od dziedziczonych przywilejów, ale od osobistych kompetencji. W momencie powstania dzieła Thorvaldsena tendencje demokratyczne silnie się ugruntowywały w Europie w XIX wieku (narodziny zachodnich demokracji reprezentatywnych).
Inspiracją dla rzeźbiarza był rysunek Jazona ze złotym runem autorstwa Asmusa Jacoba Carstensa, ale estetyka nagiej postaci inspirowana jest również starożytnymi posągami Apolla Belwederskiego i Doryforosa. Istotną rolę odegrał także archeolog Jörgen Zoega, który poszerzył wiedzę Thorvaldsena o starożytnej historii i kulturze.
Nagi Jazon został przedstawiony w pozie kontrapostu. Nosi hełm wojownika. W prawej ręce trzyma włócznię, opierając ją na ramieniu. Na lewym ramieniu ma przewieszone złote runo, na nogach sandały. W pozie i proporcjach widać inspirację rzeźbami klasycznymi. Posąg ma wysokość 242 cm.
Posąg wpisany został na listę „Kanonu kultury duńskiej” (duń. Kulturkanonen).
Do rzeźby i osoby jej twórcy nawiązał w swej baśni literackiej Opowieści słonecznego blasku Hans Christian Andersen w 1869 roku.